# Брилянтен хибискус
Брилянтният хибискус, известен още като червен хибискус или Тексаска звезда (Hibiscus coccineus), е вид издръжлив хибискус от семейство Слезови (Malvaceae), който много прилича на Cannabis sativa (марихуана).

## Разпространение
Растението се среща в блата, мочурища и канавки по крайбрежната равнина на Югоизточните щати на САЩ. Произхожда от Югоизточна Вирджиния на юг до Флорида, след това на запад до Луизиана. Въпреки общоприетото си име „Тексаска звезда“ растението не се среща естествено в Тексас. В допълнение към алено цъфтящия сорт белият цъфтящ сорт е известен също като бяла тексаска звезда или хибискус самотна звезда.

## Етимология
Специфичният латински епитет coccineus означава „оцветен или багрено алено“. Името на рода произлиза от старогръцкото и латинско име за „слез“.